# Tratado Pando-Noboa
O Tratado Pando-Noboa refere-se ao acordo assinado entre o Equador e o Peru em 1832, consistindo primeiramente em dois tratados de Amizade e Aliança e imediatamente depois de Comércio. Ambos os tratados foram assinados entre a República Peruana e o recém-formado Estado do Equador na cidade de Lima em 12 de julho de 1832.

## O tratado
Em 12 de julho de 1832 reuniram-se em Lima, capital da República do Peru, o chanceler deste país, José María Pando, e o enviado extraordinário e ministro plenipotenciário do Equador em Lima, Diego Noboa. Nesta reunião foi assinado o Tratado de Amizade e Aliança entre a República do Peru e o Estado do Equador, o primeiro acordo bilateral entre os dois países. Imediatamente depois, ambos os diplomatas assinaram um Tratado de Comércio.
Este acordo estabeleceu a amizade e a aliança entre o Peru e o Equador, a extensão dessa aliança à Bolívia e ao Chile, a mediação em casos de conflito em outros países, a obrigação de submeter os problemas a um árbitro e os princípios de nacionalidade dos peruanos e equatorianos. Da mesma forma, sobre a questão dos limites, afirmava:
Os termos do tratado não especificavam se o Artigo 14 referia-se aos territórios então em posse física dos signatários ou aos territórios dos antigos
vice-reinados em 1829, assim as duas partes passaram a interpretar “fronteiras atuais” conforme sua própria conveniência.
O tratado foi aprovado pelos Congressos dos dois países, sendo as respectivas ratificações trocadas. A aprovação do Congresso Equatoriano foi dada em 13 de outubro de 1832 e a troca ocorreu em 27 de dezembro de 1832.